# چارلز نلسون
چارلز نلسون (انگلیسی: Charles Nelson; ۱۵ آوریل ۱۹۰۱ – ۱۹ ژانویهٔ ۱۹۹۷) تدوین‌گر اهل ایالات متحده آمریکا بود.
وی همچنین برندهٔ جوایزی همچون جایزه اسکار بهترین تدوین در سال ۱۹۵۵ شده‌است.

## فیلم‌شناسی
- Konga, the Wild Stallion (۱۹۳۹)
- Girls of the Road (۱۹۴۰)
- صحرا (۱۹۴۳)
- هیچ‌کس نخواهد گریخت (۱۹۴۴)
- ترانه‌ای برای یادآوری (۱۹۴۵)
- گیلدا (۱۹۴۶)
- The Doolins of Oklahoma (۱۹۴۹)
- پیک‌نیک (۱۹۵۵)
- Return to Warbow (۱۹۵۸)
- آخرین مرد خشمگین (۱۹۵۹)
- زیر درخت یوم یوم (۱۹۶۳)
- کت بالو (۱۹۶۵)[۱]